# 마르크 무니에사
마르크 무니에사 마르티네즈(Marc Muniesa Martinez, 1992년 2월 27일 르로레트 데 마르 ~ )는 스페인의 축구 선수이다. 현재 알샤하니아에서 활약하고 있다.